# Рокачевский, Захарий Алексеевич
Захарий Алексеевич Рокачевский (1861—1932) — русский и советский художник и учёный, профессор.

## Биография
Родился 23 марта (5 апреля по новому стилю) 1861 года в городе Рославле Смоленской губернии. Его родственником был академик живописи Афанасий Ефимович Рокачевский, оказавший впоследствии влияние на Захария как художника.
Обучался в Рославльском железнодорожное училище, по окончании которого выпускник должен был прослужить два года на одной из железных дорог России. В 1878 году Захарий начал трудиться техником при главных мастерских Орловско-Витебской железной дороги. В 1887 году одновременно он работал в училище, где заведовал практикой учащихся. Под впечатлением от работ своего дяди — Афанасия Ефимовича, Захарий тоже захотел стать профессиональным художником. На средства председателя правления общества Орловско-Витебской дороги, состоявшего также попечителем Рославльского железнодорожного училища, Николая Александровича Гернгросса, поддержавшего молодого человека, Захарий Рокачевский был отправлен на учёбу в Санкт-Петербургскую Академию художеств.
За годы учёбы в академии был дважды удостоен наград, получив малую и большую серебряные медали за рисунки и живопись с натуры. Работал под руководством известного педагога П. Л. Чистякова. В 1895 году окончил академию, получив звание неклассного художника III класса. Затем переехал в Томск, где поступил на службу в Управление по постройке Средне-Сибирской железной дороги. В 1897—1898 годах по поручению Управления выполнил несколько рисунков значительных мостов и видов по Средне-Сибирской железной дороге для Всемирной выставки 1900 года в Париже. Когда строительство этой железной дороги было окончено, Рокачевский перешёл в технический отдел новых работ, где работал в должности старшего техника, занимался проектированием гражданских сооружений и составлением проектов расположения путей и зданий на станциях дороги.
С 1900 года Захарий Алексеевич состоял на службе в Томском технологическом институте (ТТИ, позже Томский политехнический институт, ныне Томский политехнический университет) — сначала был назначен внештатным преподавателем рисования, а в 1906 году был утверждён Советом института штатным преподавателем. В институте проводил занятия по рисованию для студентов первого курса, читал курс лекций для студентов третьего курса инженерно-строительного отделения по теории перспективы, вел архитектурное проектирование. Также преподавал рисование в коммерческом училище и на Сибирских технических курсах. Рокачевский был одним из организаторов Общества любителей художеств в Томске — принимал участие в его деятельности и преподавал в классах рисования и живописи. Стал автором галереи портретов томских ученых.
После Октябрьской революции, в 1918 году декретом Совнаркома он был произведен в профессора. Выйдя на пенсию в 1923 году, уехал на постоянное жительство в Ленинград, где находился до конца жизни и умер в 1932 году.
Был удостоен наград Российской империи: золотая медаль «За усердие» (1907), медаль «В память рождения наследника-цесаревича» (1907), медаль «В память 300-летия царствования Дома Романовых» (1912).
В настоящее время в Рославльском музее собраны документы З. А. Рокачевского, а также академические рисунки и живописные работы, написанные акварелью и маслом.